# 邓章钦
拿督邓章钦（1963年6月2日—），生于馬來西亞柔佛州峇株巴辖县，祖籍海南省文昌市；在第三次阿都拉内阁担任国民团结、艺术、文化与遗产部副部长（2008—2009）的邓文村为其叔叔；民政党前槟州主席邓章耀为其二弟。 马来西亚雪兰莪州议会首位华裔议长，也是全马首位出现在马来州属的华裔议长。

## 个人背景
邓章钦毕业于孟达拉鲁哇国中大学先修班，曾担任临时教员，以及在吉隆坡担任法庭通译，并开始自修法律课程。

## 政治生涯
1990年大选后，加入民主行动党，成为林吉祥政治秘书。1992年12月21日，在重组的第一届社会主义青年团大会上被推选为社会主义青年团组织秘书。
1995年大选，中选为雪兰莪武吉加星州议员，并担任雪兰莪州议会反对党领袖。1999年4月担任社会主义青年团团长。1999年大选，中选巴生市区州议员。
2004年大选，中选双溪槟榔区 (Sungai Pinang) 州议员。2008年大选，再次连任双溪槟榔区州议员，并于2008年4月22日宣誓成为马来西亚独立50年以来，首位在马来统治者州属出任议长职的华裔。同时也担任州立法议会效率，问责与透明度委员会主席。2013年5月5日，邓章钦于大选中三度蝉联同双溪槟榔区州议员，并于6月进入雪州高级行政会议员，出任雪州地方政府及研究事务委员会主席一职。
2013年6月 - 2014年8月：担任雪兰莪州高级行政议员暨地方政府及研究与发展委员会主席。 
2014年9月 - 2018年4月：担任雪兰莪州高级行政议员暨工商与交通常务委员会主席。
继2018年5月9日胜选巴生新城（原双溪槟榔，2018年3月改为今名）州议员后，于5月14日再度受雪兰莪苏丹委任为该州行政议员，负责工商、贸易及中小企业事务。
2020年12月3日，邓章钦在其脸书上发布《退师表》，感叹从政30年和担任雪兰莪州立法州议会议员25年来所担任的职责和经历，并感谢民主行动党员对他的支持和海涵其言行和行动上的冒犯。指本身已为国家和人民付出最大的努力，已不会参加下一届行动党中央委员选举和全国选举，将在本届雪州议会解散后，退出政坛。

## 文学与著作
邓章钦本人著有《我的領袖》书籍，于2012年出版，收录了他在《东方日报》、《光华日报》、《普门》及《南洋商报》的共150篇文章。该书籍的名字引用他在2008年11月7日在《东方日报》刊登的一篇同名文章，内容是讥刺民主行动党领袖被“神化”的现象。
邓章钦在从政之前从事翻译，对中文造诣颇高，曾是几间中文报社的专栏作家。后来他因为严词苛责一些中文媒体的编辑水准后几乎绝迹报坛，改为在社交媒体或平台上发言。邓章钦支持华文教育文化的发展，他本人也有赞助一些华文期刊和文集的出版经费，以及推介文化活动。

## 观点
2006年7月13日，邓章钦在一场两任首相对峙为主题的讲座上直指凯里·嘉马鲁丁就像“大马版的赵建铭”。他质问：“凯里凭什么个人声誉能够获得银行融资900万令吉，以购买益资利的3巴仙股权？幸好伯拉（首相阿都拉·巴达威）只有一个女儿......”。他还表示，前首相马哈迪·莫哈末在此事上对凯里批评是正确的，因为凯里是阿都拉·巴达威最“糟糕”的弱点。
2011年6月28日，邓章钦在針對國內中文报公信力急剧下跌，中文网络媒体则趁势崛起的「中文报路在何方？」的座谈会上，指出是中文报记者缺乏深思习，而英文报的评论与专栏较中文报专业优秀，若中文报报人继续抱着「当一日和尚，敲一日钟」的心态，中文报业的发展将非常可悲。而许多中文报的记者已经沦为名副其实的“记者”（reporter），而不是“新闻从业员”（journalist），只管把一切资讯照单全收，没有深思与进一步探讨某个课题的习惯。他也说，現今中文报记者的语文掌握能力，比起过去的中文报记者差了一大截，不少中文报记者甚至不敢在記者採訪中以中文以外的语文发问。邓章钦亦表示，中文报的社论也是「惨不忍睹」，而且还会让很多记者写专栏，但这些专栏都写得「不汤不水」。中文报说要中立，但却中立到离谱，没有是非感，就算在评论中批评一轮，文末必定会兜回一下。所以问题出于中文报，而非网媒。邓章钦随后遭到世华媒体集团的集体封杀，不让其动态和言论见报。
2011年9月21日，邓章钦为《当今大马》和《独立新闻在线》推出的联合订阅计划被指是垄断网络新闻的谬论时评论：「如果有两家网媒，你只付一个钱，就能读两家，这不叫垄断；如果一间公司买了四家，但是你要付四家的钱，那才是垄断」。他举例自己遭到世华媒体集团封杀的经历，暗讽张晓卿拥有的四间报社几乎垄断了马来西亚600万人口市场，却还请四个营业员，从企业角度而言，这是一个很愚蠢的营业方式。